# Louise van der Nooth
Louise van der Nooth, död 1654, var en svensk hovdam. Hon var hovfröken hos drottning Kristina. 
Hon var dotter till överste Lamoraal van der Noot (död före 1646), en adelsman från Brabant, och Lucretia van Stakenbroek. Hennes mor gifte om sig med den svenske friherren Knut Kurck, och bosatte sig med fem av sina sju barn i Sverige. Bland dem fanns förutom Louise Anna Walborg van der Nooth, gift med assessor Hendrick de Moucheron, löjtnant Roudolf Carl van der Nooth och Mauritz van der Nooth.
Hon beskrivs vid sidan av Lady Jane Ruthven som en av få hovdamer förutom Ebba Sparre som hade något inflytande på Kristina, som annars inte ägnade sina hovdamer någon större uppmärksamhet, och beskrivs som särskilt uppskattad. Hon tillhörde de hovdamer som kvarstod längst efter att övriga hovdamer hade avskedats inför Kristinas abdikation 1654. Strax före abdikationen fick hon dessutom en gåva på 6000 daler av Kristina. 